# Elethyia albirufalis
Elethyia albirufalis är en fjärilsart som beskrevs av George Francis Hampson 1919. Elethyia albirufalis ingår i släktet Elethyia och familjen Crambidae. Inga underarter finns listade i Catalogue of Life.